# Tonio Trzebinski
Tonio Trzebinski (* 1960; † 16. Oktober 2001) war ein kenianischer bildender Künstler. Sein Vater war der Architekt Sbish Trzebinski († 2005); seine Mutter ist die Schriftstellerin Errol Trzebinski.
Geboren in Kenia, besuchte Tonio Trzebinski ein englisches Internat und studierte anschließend an der Slade School. Mit seiner Frau Anna, der in Deutschland geborenen Tochter des englischen Aristokraten Michael Cunningham Reid, und den gemeinsamen Kindern lebte er in Nairobi, wo er 2001 in der Nähe seines Hauses erschossen wurde.
Sein Werk umfasst Assemblagen im Stil von Mario Merz ebenso wie Malerei in der Tradition des abstrakten Expressionismus, des Informel und der Neuen Wilden. Es wird, nachdem die Galerie Lefevre im Jahre 2002 schloss, durch seine Frau vertrieben. Diese ist heute mit dem Samburu Loyapan Lemarti verheiratet und betreibt mit ihm gemeinsam ein Camp in der kenianischen Wildnis (Lemarti’s Camp).

## Ausstellung
- Galerie Lefevre Contemporary Art, London, Dezember 1999[4]